# I²C

I2C bus

I²C（Inter-Integrated Circuit）字面上的意思是積體電路之間，它其實是I²C Bus簡稱，所以中文應該叫積體匯流排電路，它是一種串列通訊匯流排，使用多主從架構，由飛利浦公司在1980年代為了讓主機板、嵌入式系統或手機用以連接低速週邊裝置而發展。I²C的正確讀法為“I平方C”（"I-squared-C"），而“I二C”（"I-two-C"）則是另一種錯誤但被廣泛使用的讀法。自2006年10月1日起，使用I²C協定已經不需要支付專利費，但製造商仍然需要付費以取得I²C從屬裝置位址。

## 設計概說
- 一般 I²C 晶片常用的傳輸格式有下列二種:

(啟始)-[控制]-[指令]-[資料]-(結束)

(啟始)-[控制0]-[指令]-(r啟始)-[控制1]-[資料]-(結束)

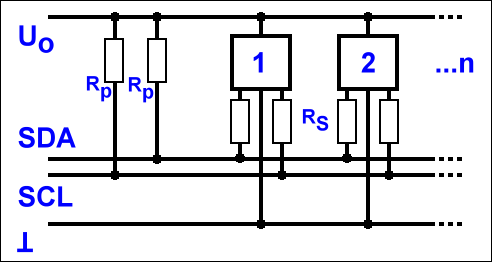
I²C-Bus

一個由單一主控端（一個微控制器）及三個從屬節點（一個類比數位轉換器）、一個數位類比轉換器以及一另一個微控制器）所構成，並使用了上拉電阻R_{p}。

I²C只使用兩條雙向漏极开路（Open Drain）线，其中一条线为传输数据的串列資料线（SDA, Serial DAta line），另一条线是启动或停止传输以及发送时钟序列的串列時脈（SCL, Serial CLock line）线，这两条线上都有上拉電阻。I²C允許相當大的工作電壓範圍，但典型的電壓準位為+3.3V或+5v。
I²C的參考設計使用一個7位元長度的位址空間但保留了16個位址，所以在一組匯流排最多可和112個節點通訊。常見的I²C匯流排依傳輸速率的不同而有不同的模式：標準模式（100 kbit/s）、低速模式（10 kbit/s），但時脈頻率可被允許下降至零，這代表可以暫停通訊。而新一代的I²C匯流排可以和更多的節點（支援10位元長度的位址空間）以更快的速率通訊：快速模式（400 kbit/s）、快速+模式（1 Mbit/s）高速模式（3.4 Mbit/s）超高速模式（5 Mbit/s）。
雖然最大的節點數目是被位址空間所限制住，但實際上也會被匯流排上的總電容所限制住，一般而言為400 pF。

## 應用

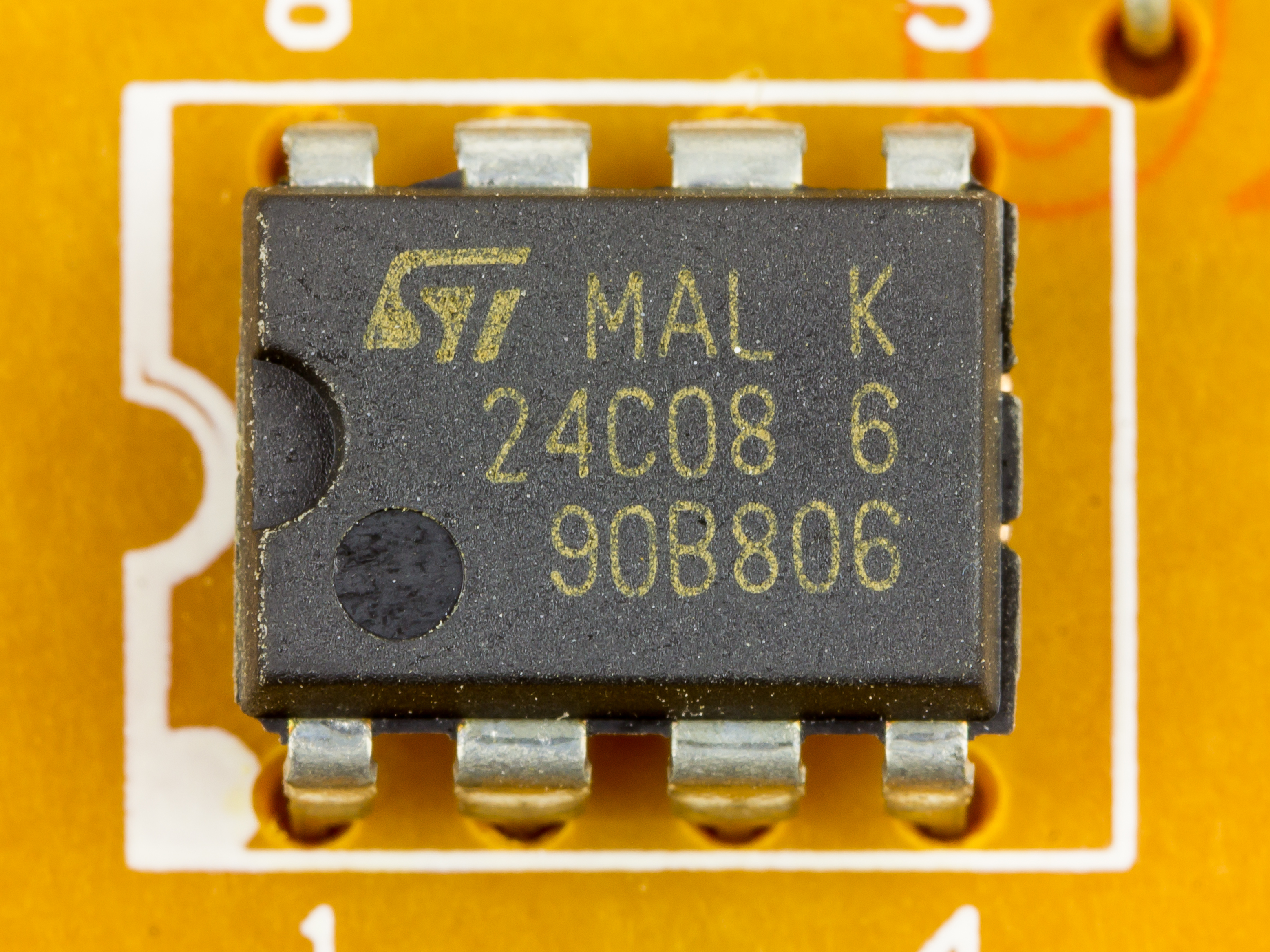
STMicroelectronics 24C08: Serial EEPROM with I^{2}C bus

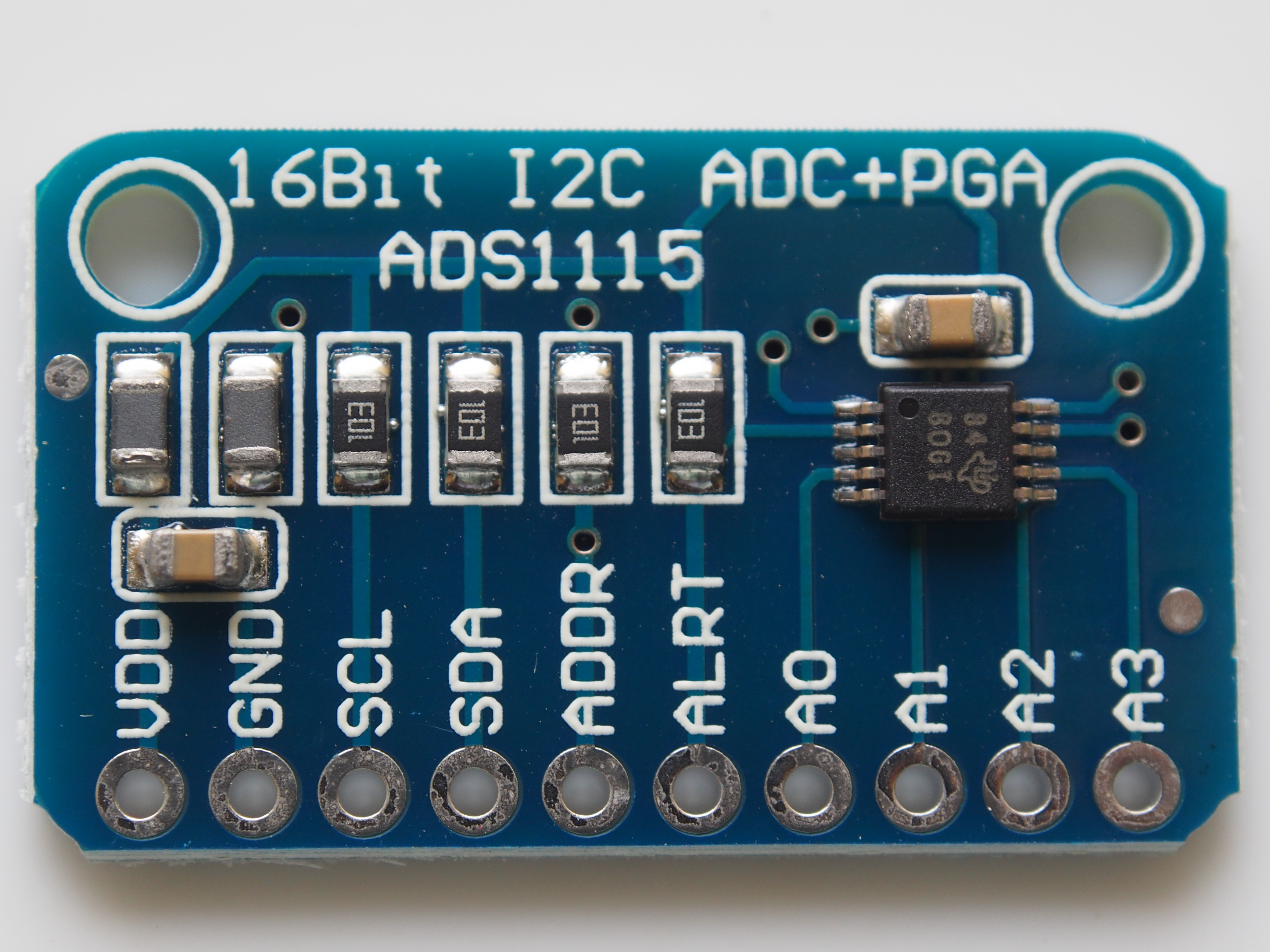
A 16-bit ADC board with I^{2}C interface